# Nakajima Ki-6
Il Nakajima Ki-6 (中島 キ6?), indicato anche Aereo da addestramento tipo 95 modello 2 (九五式二型練習機?, Kyūgo-shiki ni kata renshūki) in base alle convenzioni allora vigenti, fu aereo da trasporto multiruolo, monomotore, monoplano ad ala alta sviluppato dall'azienda aeronautica giapponese Nakajima Hikōki KK nei tardi anni venti.
Versione prodotta su licenza dello statunitense Fokker Super Universal, entrò in servizio negli anni trenta, utilizzato in ambito civile come aereo di linea e da trasporto dalle compagnie aeree di bandiera nazionali del Giappone e, dopo la sua istituzione, del Manchukuò, mentre in ambito militare durante la seconda guerra sino-giapponese dalle componenti aeree di esercito e marina giapponesi e, successivamente, dalla forza aerea della nuova realtà nazionale.

## Utilizzatori

### Civili
Giappone
- Nihon Kōkū Yusō KK

operò con la compagnia di bandiera dell'Impero giapponese dal 1928 to 1938.
- Dai Nippon Kōkū KK

operò con la nuova compagnia di bandiera dell'Impero giapponese dal 1938 al 1945.
 Manciukuò
- Manshū kōkū KK

### Militari
Giappone
- Dai-Nippon Teikoku Rikugun Kōkū Hombu

designazione dell'esercito imperiale lunga: addestratore per l'esercito tipo 95 modello 2, corta: Ki-6
- Dai-Nippon Teikoku Kaigun Kōkū Hombu

designazione della marina imperiale corta: C2N
 Manciukuò
- Dai-Manshū Teikoku Kūgun